# Liste der Wappen im Landkreis Tuttlingen
Diese Liste beinhaltet alle in der Wikipedia gelisteten Wappen des Landkreises Tuttlingen in Baden-Württemberg, inklusive historischer Wappen. Fast alle Städte, Gemeinden und Kreise in Baden-Württemberg führen ein Wappen. Sie sind über die Navigationsleiste am Ende der Seite erreichbar.

## Landkreis Tuttlingen

Wappen vor der Neuvergabe des Landkreises Tuttlingen
Wappen des Landkreises Tuttlingen
Der Landkreis Tuttlingen in Baden-Württemberg

## Städtewappen im Landkreis Tuttlingen

Fridingen an der Donau
Geisingen
Mühlheim an der Donau
Spaichingen
Trossingen
Tuttlingen

## Gemeindewappen im Landkreis Tuttlingen

Aldingen
Bärenthal
Balgheim
Bubsheim
Böttingen
Buchheim
Deilingen
Denkingen
Dürbheim
Durchhausen
Egesheim
Emmingen-Liptingen
Frittlingen
Gosheim
Gunningen
Hausen ob Verena
Immendingen
Irndorf
Kolbingen
Königsheim
Mahlstetten
Neuhausen ob Eck
Reichenbach am Heuberg
Renquishausen
Rietheim-Weilheim
Seitingen-Oberflacht
Talheim
Wehingen
Wurmlingen

## Ehemalige Gemeindewappen

Aixheim
Aulfingen
Bachzimmern
Emmingen ab Egg
Eßlingen
Gutmadingen
Hattingen
Hintschingen
Ippingen
Kirchen-Hausen
Leipferdingen
Liptingen
Mauenheim
Möhringen
Nendingen
Oberflacht
Rietheim
Schura
Schwandorf
Seitingen
Stetten an der Donau
Wartenberg
Weilheim
Worndorf
Zimmern

## Blasonierungen
1. ↑  Landkreis Tuttlingen: In geteiltem Schild oben in Gold (Gelb) eine liegende schwarze Hirschstange, unten in Blau ein unterhalbes vierspeichiges goldenes (gelbes) Rad.
2. ↑  Fridingen an der Donau: In geteiltem Schild oben Silber, unten von Rot und Silber senkrecht gerautet.
3. ↑  Geisingen: In gespaltenem Schild vorne in Silber ein linksgewendeter roter Löwe, hinten in Gold ein blau bewehrter und blau bezungter roter Adler.
4. ↑  Mühlheim an der Donau: In Silber ein vierspeichiges schwarzes Mühlrad.
5. ↑  Spaichingen: In geteiltem Schild oben von Silber und Rot geteilt, unten in Silber ein unterhalbes achtspeichiges schwarzes Rad.
6. ↑  Trossingen: In Gold ein schwarzer Adler, belegt mit einem goldenen Brustschild, darin drei liegende schwarze Hirschstangen übereinander.
7. ↑  Tuttlingen: In goldenem, silbern bordiertem Schild drei liegende schwarze Hirschstangen übereinander.
8. ↑  Aldingen: In Gold auf grünem Boden eine grüne Linde.
9. ↑  Bärenthal: In geteiltem Schild oben in Gold ein schreitender blauer Bär, unten in Blau der goldene Kleinbuchstabe 'b', dessen Schaft in ein Kreuz ausläuft.
10. ↑  Balgheim: In geteiltem Schild oben in Blau zwei silberne Lilien nebeneinander, unten in Gold ein schwarzes Rautengitter.
11. ↑  Bubsheim: In Silber eine bewurzelte grüne Buche.
12. ↑  Böttingen: In Rot eine Silberdistel mit silberner Blüte und vier strahlenförmig schräggestellten goldenen Blättern.
13. ↑  Buchheim: In Silber auf grünem Boden ein von einer roten Mauer umgebener roter Turm.
14. ↑  Deilingen: In Rot ein silberner Balken, darin ein schwarzer Maurerhammer, begleitet von zwei schwarzen Tannen.
15. ↑  Denkingen: Von Schwarz, Gold und Rot zweimal schräglinks geteilt, in Gold ein schwarzes Tatzenkreuz.
16. ↑  Dürbheim: In Silber ein springender roter Hirsch.
17. ↑  Durchhausen: In Silber auf grünem Boden ein dreigiebeliges rotes Torhaus mit drei Durchfahrten.
18. ↑  Egesheim: In Rot eine schräglinks gestellte silberne Egge, oben rechts ein sechsstrahliger goldener Stern.
19. ↑  Emmingen-Liptingen: Unter goldenem Schildhaupt, worin eine liegende, vierendige blaue Hirschstange, in Schwarz ein goldener Schrägbalken, begleitet von zwei sechsstrahligen silbernen Sternen.
20. ↑  Frittlingen: In geteiltem Schild oben von rot und Silber zweimal gespalten und zweimal geteilt, unten in Silber der schwarze Großbuchstabe F (in Fraktur).
21. ↑  Gosheim: In Rot ein silberner Pfahl, belegt mit einer roten Hand, die einen roten Schwurstab hält.
22. ↑  Gunningen: In Blau ein schräggestellter silberner Karpfen.
23. ↑  Hausen ob Verena: In Gold eine rote Laubkrone, aus der ein nach links gekehrter blauer Karpfen wächst, der eine nach links abhängende schwarze Hirschstange im Maul hält.
24. ↑  Immendingen: In geteiltem Schild oben in Silber ein wachsender roter Löwe, unten von Blau und Silber dreimal geteilt.
25. ↑  Irndorf: In geteiltem Schild oben in Schwarz zwei schräggekreuzte silberne Beile, unten in Silber auf grünem Dreiberg drei grüne Ähren.
26. ↑  Kolbingen: In Rot eine silberne Zickzackleiste, darunter ein, darüber zwei schräggestellte silberne Lindenblätter.
27. ↑  Königsheim: In Blau unter einer goldenen Krone zwei mit den Stielen aneinandergewachsene goldene Äpfel mit einem goldenen Blatt.
28. ↑  Mahlstetten: In geteiltem Schild oben in Gold ein blauer Ring mit Stein, unten in Blau ein unterhalbes goldenes Mühlrad an der Teilung.
29. ↑  Neuhausen ob Eck: Unter goldenem Schildhaupt, darin eine schwarze Hirschstange, in Rot ein goldenes Haus.
30. ↑  Reichenbach am Heuberg: In Rot ein silberner Wellenschräglinksbalken, beiderseits begleitet von je einem achtstrahligen silbernen Stern.
31. ↑  Renquishausen: Unter silbernem Schildhaupt in Rot ein stehender silberner Hahn.
32. ↑  Rietheim-Weilheim: In gespaltenem Schild vorne in Gold drei rechtshin liegende, fünfendige schwarze Hirschstangen übereinander, hinten in Silber ein halbes rotes Kreuz am Spalt.
33. ↑  Seitingen-Oberflacht: In gespaltenem Schild vorn in Silber ein rotes Kreuz, hinten in Blau eine goldene Leier.
34. ↑  Talheim: In Gold eine bewurzelte grüne Tanne, deren Stamm von einem stehenden roten Rind überdeckt ist.
35. ↑  Wehingen: In Blau über erniedrigtem silbernem Zickzackbalken mit drei Zacken unten ein mit einem blauen Zickzackbalken belegter silberner Flügel.
36. ↑  Wurmlingen: In Gold ein nach links gekehrter feuerspeiender schwarzer Lindwurm.
37. ↑  Aixheim: In Blau ein silberner St. Georg auf silbernem Pferd, einen silbernen Drachen bekämpfend.
38. ↑  Aulfingen: In Blau eine goldene Adlerklaue, besteckt mit zwei oben verbundenen goldenen Lilienstäben.
39. ↑  Bachzimmern: In Silber mit silber-blauem Wolkenbord ein blauer Wellenschrägbalken, begleitet von zwei roten Rosen.
40. ↑  Emmingen ab Egg: In Schwarz ein goldener Schrägbalken, begleitet von zwei silbernen Sternen.
41. ↑  Eßlingen: In Silber mit blauem Wolkenbord ein geschliffener schwarzer Stern.
42. ↑  Gutmadingen: In Blau mit blau-silbernem Wolkenbord drei (2:1) goldene Räder.
43. ↑  Hattingen: In Rot ein silberner Schrägbalken, belegt mit drei schwarzen Sternen.
44. ↑  Hintschingen: In Gold mit silber-blauem Wolkenbord eine gestürzte blaue Pflugschar.
45. ↑  Ippingen: In Silber linksgewendet der hl. Georg auf golden gezäumtem, golden gesatteltem schwarzem Ross, eine schwarze Lanze auf den grünen Drachen im Schildfuß richtend.
46. ↑  Kirchen-Hausen: In Rot mit blau-silbernem Wolkenbord ein goldener Schrägbalken, begleitet von zwei fünfstrahligen goldenen Sternen.
47. ↑  Leipferdingen: In Silber auf grünem Schildfuß ein rotgekleideter Reiter auf einem schreitenden schwarzen Pferd mit silbernem Zaumzeug und goldenem Sattel; im linken Obereck das badische Wappen (in Gold ein roter Schrägbalken).
48. ↑  Liptingen: In gespaltenem Schild vorne in Rot zwei schräggekreuzte goldene Schwerter, hinten in Gold drei liegende blaue Hirschstangen übereinander.
49. ↑  Mauenheim: In Blau mit blau-silbernem Wolkenbord ein stehender, rot bewehrter silberner Storch.
50. ↑  Möhringen (Baden): Unter von Schwarz und Silber geteiltem Schildhaupt in Blau ein aus dem Unterrand wachsender, silbern gekleideter, golden gekrönter Mohrenrumpf.
51. ↑  Nendingen: In Blau ein goldenes Dreieckschildchen, dessen Ecken in Dreipassform mit je einer goldenen Lilie besteckt sind.
52. ↑  Oberflacht: In Blau eine goldene Leier.
53. ↑  Rietheim: In geteiltem Schild oben in Gold eine liegende schwarze Hirschstange, unten in Blau ein schwimmender silberner Karpfen.
54. ↑  Schura: In Grün ein silbernes Haus mit rotem Dach, roter Tür und zwei Fenstern.
55. ↑  Schwandorf: Unter goldenem Schildhaupt, darin eine liegende blaue Hirschstange, in Silber ein durchgehendes rotes Kreuz.
56. ↑  Seitingen: In gespaltenem Schild vorne in Rot ein durchgehendes silbernes Kreuz, hinten in Silber zwei Mohrenköpfe im Profil.
57. ↑  Stetten an der Donau: In Gold über einem erniedrigten blauen Wellenbalken eine fliegende blaue Wildente.
58. ↑  Wartenberg: In Silber ein roter Löwe.
59. ↑  Weilheim: In Gold ein aus dem rechten Schildrand hervorbrechender gewappneter blauer Arm, mit blauer Lanze den Rachen eines feuerspeienden roten Drachen durchbohrend.
60. ↑  Worndorf: In geteiltem Schild oben in Silber ein schwebendes schwarzes Tatzenkreuz, unten in Gold drei (2:1) blaue Kugeln.
61. ↑  Zimmern: In Gold mit silber-blauem Wolkenbord ein rot bezungter schwarzer Bärenrumpf.